# Jules Poullot
Jules Poullot est un entrepreneur dans l’industrie lainière avec des activités démarrées à Suippes, poursuivi à Reims et enfin à Elbeuf. Il a participé très activement à la vie de la cité de Reims.

## Biographie
Jean-Baptiste Jules Poullot est né à Suippes le 9 mars 1835 et mort à Paris le 21 janvier 1916.
Il est le fils de Jean-baptiste Poullot, fabricant, et de Marie-Pridentienne Jacquet.
Il dirigea l’important établissement de peignage, filature et tissage à Suippes, fondé en 1872 avec ses associés Jacquet et Nouvion.
En 1863, il rachète une usine à Reims. 
Durant la première guerre mondiale pour poursuivre son activité de tissage de laine, il fait l'acquisition d’une usine à Elbeuf. Il racheta une autre usine pour en faire une filature puis une troisième.
Après l’armistice, il revient à Reims et reconstitue une usine.
Jules Poullot épousa Adèle Gillet (1840-1916) et repose au cimetière du Nord de Reims.

## Engagements politiques et locaux
- Conseiller municipal en 1896 à 1900,
- Membre du conseil des Prud’hommes de Reims de 1881 à 1887,
- Président de la Chambre de commerce de 1893 à 1907,
- Président du Syndicat de l’Industrie textile de la Marne,
- Pendant l’occupation allemande de la ville de Reims, en 1870, il fut protestataire et otage volontaire[3].

## Hommage
Une rue de Reims est baptisée, en 1958, à son nom.

## Décoration
- Chevalier de la Légion d'honneur en 1898.